# دودمان هفتم مصر
دودمان هفتم مصر دوره تاریخی از مصر باستان هست که اغلب به همراه دودمان‌های هشتم، نهم و دهم و یازدهم (تنها بخش تبسی آن) زیر عنوان دوره نخست میانی مصر شناخته می‌شوند. این دوره به صورت تقریبی میان سال‌های ۲۱۸۱ تا ۲۱۶۰ پیش از میلاد فرمانروایی کردند.

## فرمانروایان
اطلاعات زیادی دربارهٔ پادشاهان این دودمان در دست نیست و این دوره از بحث‌برانگیزترین دوره‌های تاریخی مصر می‌باشد. نام فرعون‌های شناخته شدهٔ این دودمان به شرح زیر است:
| نام          | توضیح                                                                                  |
| ------------ | -------------------------------------------------------------------------------------- |
| نچرکارع      | احتمال دارد که این شخص همان نیتوکریس بوده باشد که در این صورت به دودمان ششم تعلق دارد. |
| منکارع       | -                                                                                      |
| نفرکارع دوم  | -                                                                                      |
| نفرکارع نبی  | -                                                                                      |
| جدکارع شمای  | -                                                                                      |
| نفرکارع خندو | -                                                                                      |
| مرنهور       | -                                                                                      |
| نفرکامین     | -                                                                                      |
| نیکارع       | -                                                                                      |
| نفرکارع تررو | -                                                                                      |
| نفرکاهور     | -                                                                                      |

## افول به سوی هرج و مرج
از آنجا که پنج تن از پادشاهان این دوره نام تاجی پپی دوم نفرکارع را در نام‌های خود دارند، به نظر می‌رسد که آن‌ها بازماندگان دودمان ششم بوده‌اند که می‌خواستند بر قدرت بمانند.
به نظر می‌رسد که با توجه به تعداد زیاد فرعون‌های این دوره، قدرت حکومت مرکزی در آن بسیار ضعیف بوده باشد. شاهان این دوره در ممفیس اقامت داشتند - به استثنای واپسین شاهان دودمان هشتم - این شاهان در پایان توسط شاهان رقیب خود در دودمان نهم که در هراکلئوپولیس زندگی می‌کردند، سرنگون شدند.